# Glycoldinitraat
Glycoldinitraat, ook bekend als ethyleenglycoldinitraat (afgekort tot EGDN), is een olieachtige gele explosieve vloeistof.

## Synthese
Glycoldinitraat wordt verkregen door het nitreren van glycol met nitreerzuur.

## Eigenschappen en toepassingen
Glycoldinitraat is vergelijkbaar met nitroglycerine, zowel wat bereiding als algemene eigenschappen betreft. Ze is echter wel vluchtiger en minder viskeus.
Glycoldinitraat werd gebruikt bij de fabricage van explosieven. De stof heeft een lager smeltpunt dan nitroglycerine, waardoor toevoegen ervan aan dynamiet een explosief oplevert dat in koudere weersomstandigheden gebruikt kan worden. Dankzij zijn grote vluchtigheid wordt glycoldinitraat gebruikt als (verplichte) toevoeging aan bijvoorbeeld semtex. Detectie van semtex wordt daardoor betrouwbaarder. Tot 1995 wordt glycoldinitraat voor dit doel gebruikt, toen werd het vervangen door dimethyldinitrobutaan.
Net als alle organische nitraten is glycoldinitraat een bloeddrukverlagende stof.